# マザー (映画)
『マザー』は、2014年9月27日に公開された日本のホラー映画。監督・脚本・原案の楳図かずおの自伝的映画で、自身の初監督作品である。

## ストーリー
漫画家の楳図かずおのもとに、とある出版社より半生の書籍化の企画が舞い込む。その担当となった新人編集者の若草さくらは、小さいころから楳図のファンだった。
取材を重ねるうち、さくらは楳図の不思議な作風の原点が、亡くなった母親イチエの不思議な体験につながっていることに気づき、楳図が幼少期を過ごした奈良県の曽爾村に向かうことにする。するとさくらのまわりで奇妙で恐ろしい現象が起きるようになる。やっとの思いでイチエの親戚の家へたどり着き、そこでさくらは楳図が生まれる前にイチエのまわりでおきた事件の存在を知る。そして廃墟になったイチエの実家で信じられないことに遭遇する。
時を同じくして、東京にいた楳図のもとに故郷の親戚や友人から死んだはずのイチエが現れたとの情報が耳に入ってくる。それは亡くなる前に病床の母から聞かされた不思議な夢の内容と同じだった。その内容と同じであれば、死んだはずの母が自分のところにやってくるかもしれない恐怖に楳図も巻き込まれていく。

## キャスト
- 楳図かずお - 片岡愛之助
- 若草さくら - 舞羽美海
- イチエ - 真行寺君枝
- 中川翔子（友情出演[2]）

## スタッフ
- 監督・原案 - 楳図かずお
- 制作 - 高橋敏弘
- 脚本 - 楳図かずお・継田淳
- 撮影監督 - 長野泰隆
- 照明 - 児玉淳
- 美術 - 松本知恵
- 録音 - 西条博介
- 編集 - 中川究矢
- VFX - 石田肇
- 音楽 - 中川孝
- プロデューサー - 武内健・橋口一成・稲垣竜一郎
- ラインプロデューサー - 鵜賀谷公彦
- 監督補 - 久保朝洋
- 助監督 - 田中和則、成田啓吾
- 制作 - 「マザー」制作委員会
- 制作プロダクション - トラヴィス
- 配給 - 松竹メディア事業部